# گالوآنتا
گالوآنتا (به لاتین: Galuanta) یک منطقهٔ مسکونی در گرجستان است.